# باران (داستان کوتاه)
«باران» داستان کوتاهی از نویسندهٔ بریتانیایی سامرست موآم است. این داستان ابتدا با نام «دوشیزه تامپسون» در شمارهٔ آوریل ۱۹۲۱ مجلهٔ ادبی آمریکایی اسمارت ست منتشر شد و در کلکسیون داستان‌های موآم به نام لرزیدن یک برگ گنجانده شد.
داستان در جزیره‌ای در اقیانوس آرام می‌گذرد: قصد یک مبلغ مذهبی برای اصلاح یک تن‌فروش منجر به یک تراژدی می‌شود.